# Sofia Maddalena di Danimarca
Sofia Maddalena di Danimarca (Copenaghen, 3 luglio 1746 – Stoccolma, 21 agosto 1813) fu regina consorte di Svezia a fianco del marito Gustavo III di Svezia (1746-1792).

## Biografia
Sofia Maddalena era figlia del re Federico V di Danimarca e Norvegia (1723-1766) e della regina Luisa di Hannover (1724-1751). I suoi nonni paterni furono Cristiano VI di Danimarca (1699-1746) e Sofia Maddalena di Brandeburgo-Kulmbach, quelli materni Giorgio II di Gran Bretagna (1683-1760) e Carolina di Brandeburgo-Ansbach (1683-1737).
All'età di cinque anni venne fidanzata con il principe ereditario di Svezia Gustavo, per siglare un patto di amicizia tra Svezia e Danimarca. Conseguentemente, ricevette un'educazione volta a renderla una perfetta regina svedese.
Il fidanzamento fu il risultato dei negoziati del Partito dei Cappelli, dominante a quei tempi nel Parlamento svedese. I sovrani di Svezia, Adolfo Federico (1710-1771) e Luisa Ulrica (1720-1782), genitori del Principe, si opposero al matrimonio a causa dell'ostilità che la famiglia di Adolfo Federico aveva con la famiglia degli Oldenburg regnante in Danimarca. Inoltre Luisa Ulrica aveva intenzione di far sposare Gustavo con la propria nipote Filippina, figlia della sua sorella preferita, Sofia. Ma la debolezza della monarchia svedese rese impossibile l'annullamento del fidanzamento.

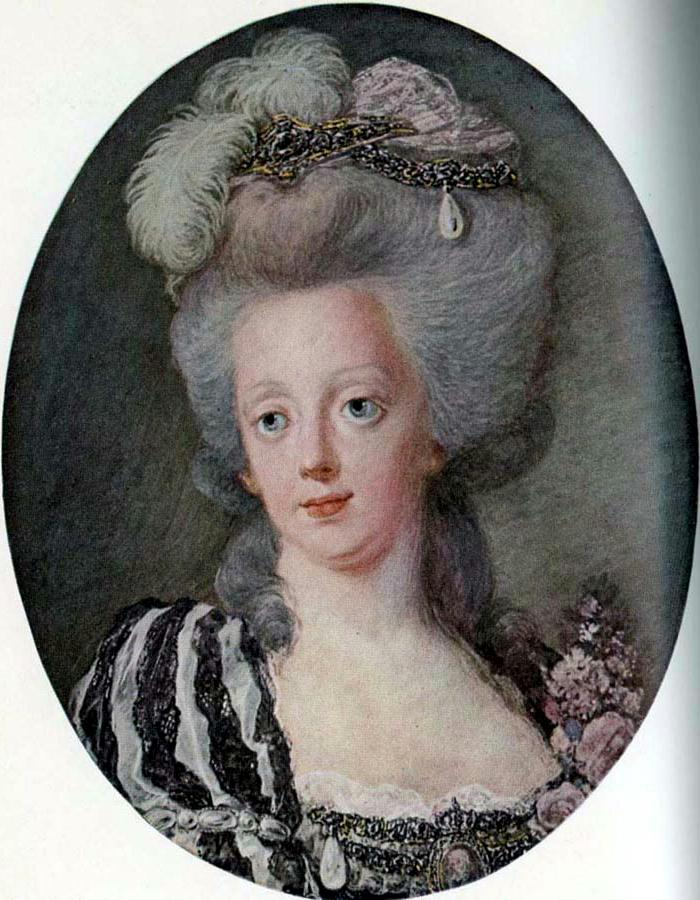
Sofia Maddalena nel 1792 e ritratta da Nicolas Lafrensen.

Il matrimonio si celebrò al palazzo di Christiansborg, nella città di Copenaghen, il 1º ottobre del 1766 e, in seguito, anche a Stoccolma il 4 novembre dello stesso anno. Gustavo salì al trono nel 1771 e Sofia Maddalena fu incoronata regina il 29 maggio del 1772. Dal loro matrimonio nacquero due figli:
- Gustavo Adolfo, nato nel 1778 e morto nel 1837, futuro re con il nome di Gustavo IV Adolfo, sposò nel 1797 Federica di Baden;
- Carlo Gustavo, nato nel 1782 e morto nel 1783, duca di Småland.

I contemporanei ci dicono che questo matrimonio non fu felice, in parte per incompatibilità di carattere dei due sposi e, in parte, a causa delle intromissioni della regina Luisa Ulrica.
Mentre Gustavo conduceva un'intensa vita politica, Sofia Maddalena, che era di carattere timido, ritroso e serio, coltivava interessi per la cultura, l'arte e la letteratura, e non si abituò mai alla vita della corte svedese. Le relazioni tra i due coniugi rimasero fredde e distanti.
Ci fu anche uno scandalo, forse alimentato dalla regina madre Luisa Ulrica, secondo il quale i figli di Sofia Maddalena non erano figli del Re, ma del conte Adolf Fredrik Munck af Fulkila, amico della coppia reale.
Dopo la morte del secondo figlio Carlo Gustavo nel 1783 il matrimonio fallì definitivamente. Dopo l'assassinio del marito nel 1792 Sofia Maddalena si ritirò ad una vita tranquilla, partecipando solo ad alcune attività politiche di minore importanza. Fu testimone all'abdicazione del figlio Gustavo Adolfo nel 1809, poi durante il regno del cognato Carlo XIII visse ritirata nel palazzo di Ulriksdal dove morì il 28 agosto del 1813.

## Ascendenza
|                                         |                           |                                          | Genitori                                |  |  | Nonni |  |  | Bisnonni                 |  |  | Trisnonni                |  |
|                                         |                           |                                          |                                         |  |  |       |  |  | Federico IV di Danimarca |  |  | Cristiano V di Danimarca |  |
|                                         |                           |                                          |                                         |  |  |       |  |  | Federico IV di Danimarca |  |  | Cristiano V di Danimarca |  |
|                                         |                           | Carlotta Amalia d'Assia-Kassel           |                                         |  |  |       |  |  | Federico IV di Danimarca |  |  |                          |  |
| Cristiano VI di Danimarca               |                           |                                          |                                         |  |  |       |  |  | Federico IV di Danimarca |  |  |                          |  |
|                                         |                           | Luisa di Meclemburgo-Güstrow             | Gustavo Adolfo di Meclemburgo-Güstrow   |  |  |       |  |  |                          |  |  |                          |  |
|                                         |                           | Luisa di Meclemburgo-Güstrow             | Gustavo Adolfo di Meclemburgo-Güstrow   |  |  |       |  |  |                          |  |  |                          |  |
|                                         |                           | Luisa di Meclemburgo-Güstrow             | Maddalena Sibilla di Holstein-Gottorp   |  |  |       |  |  |                          |  |  |                          |  |
| Federico V di Danimarca                 |                           | Luisa di Meclemburgo-Güstrow             |                                         |  |  |       |  |  |                          |  |  |                          |  |
|                                         |                           | Cristiano Enrico di Brandeburgo-Kulmbach | Giorgio Alberto di Brandeburgo-Kulmbach |  |  |       |  |  |                          |  |  |                          |  |
|                                         |                           | Cristiano Enrico di Brandeburgo-Kulmbach | Giorgio Alberto di Brandeburgo-Kulmbach |  |  |       |  |  |                          |  |  |                          |  |
|                                         |                           | Cristiano Enrico di Brandeburgo-Kulmbach | Maria Elisabetta di Holstein-Glücksburg |  |  |       |  |  |                          |  |  |                          |  |
| Sofia Maddalena di Brandeburgo-Kulmbach |                           | Cristiano Enrico di Brandeburgo-Kulmbach |                                         |  |  |       |  |  |                          |  |  |                          |  |
|                                         |                           | Sofia Cristiana di Wolfstein             | Alberto Federico di Wolfstein           |  |  |       |  |  |                          |  |  |                          |  |
|                                         |                           | Sofia Cristiana di Wolfstein             | Alberto Federico di Wolfstein           |  |  |       |  |  |                          |  |  |                          |  |
|                                         |                           | Sofia Cristiana di Wolfstein             | Luisa di Castell-Remlingen              |  |  |       |  |  |                          |  |  |                          |  |
| Sofia Maddalena di Danimarca            |                           | Sofia Cristiana di Wolfstein             |                                         |  |  |       |  |  |                          |  |  |                          |  |
|                                         | Giorgio I del Regno Unito | Ernesto Augusto di Brunswick-Lüneburg    |                                         |  |  |       |  |  |                          |  |  |                          |  |
|                                         | Giorgio I del Regno Unito | Ernesto Augusto di Brunswick-Lüneburg    |                                         |  |  |       |  |  |                          |  |  |                          |  |
|                                         | Giorgio I del Regno Unito | Sofia del Palatinato                     |                                         |  |  |       |  |  |                          |  |  |                          |  |
| Giorgio II del Regno Unito              | Giorgio I del Regno Unito |                                          |                                         |  |  |       |  |  |                          |  |  |                          |  |
|                                         |                           | Sofia Dorotea di Celle                   | Giorgio Guglielmo di Brunswick-Lüneburg |  |  |       |  |  |                          |  |  |                          |  |
|                                         |                           | Sofia Dorotea di Celle                   | Giorgio Guglielmo di Brunswick-Lüneburg |  |  |       |  |  |                          |  |  |                          |  |
|                                         |                           | Sofia Dorotea di Celle                   | Éléonore d'Esmier d'Olbreuse            |  |  |       |  |  |                          |  |  |                          |  |
| Luisa di Gran Bretagna                  |                           | Sofia Dorotea di Celle                   |                                         |  |  |       |  |  |                          |  |  |                          |  |
|                                         |                           | Giovanni Federico di Brandeburgo-Ansbach | Alberto II di Brandeburgo-Ansbach       |  |  |       |  |  |                          |  |  |                          |  |
|                                         |                           | Giovanni Federico di Brandeburgo-Ansbach | Alberto II di Brandeburgo-Ansbach       |  |  |       |  |  |                          |  |  |                          |  |
|                                         |                           | Giovanni Federico di Brandeburgo-Ansbach | Margherita Sofia di Oettingen-Oettingen |  |  |       |  |  |                          |  |  |                          |  |
| Carolina di Brandeburgo-Ansbach         |                           | Giovanni Federico di Brandeburgo-Ansbach |                                         |  |  |       |  |  |                          |  |  |                          |  |
|                                         |                           | Eleonora Erdmuthe di Sassonia-Eisenach   | Giovanni Giorgio I di Sassonia-Eisenach |  |  |       |  |  |                          |  |  |                          |  |
|                                         |                           | Eleonora Erdmuthe di Sassonia-Eisenach   | Giovanni Giorgio I di Sassonia-Eisenach |  |  |       |  |  |                          |  |  |                          |  |
|                                         |                           | Eleonora Erdmuthe di Sassonia-Eisenach   | Giovannetta di Sayn-Wittgenstein        |  |  |       |  |  |                          |  |  |                          |  |
|                                         |                           | Eleonora Erdmuthe di Sassonia-Eisenach   |                                         |  |  |       |  |  |                          |  |  |                          |  |